# Air du Carnaval de Dunkerque

L'air du Carnaval est l'une des plus célèbres chansons du Carnaval de Dunkerque.

## Histoire

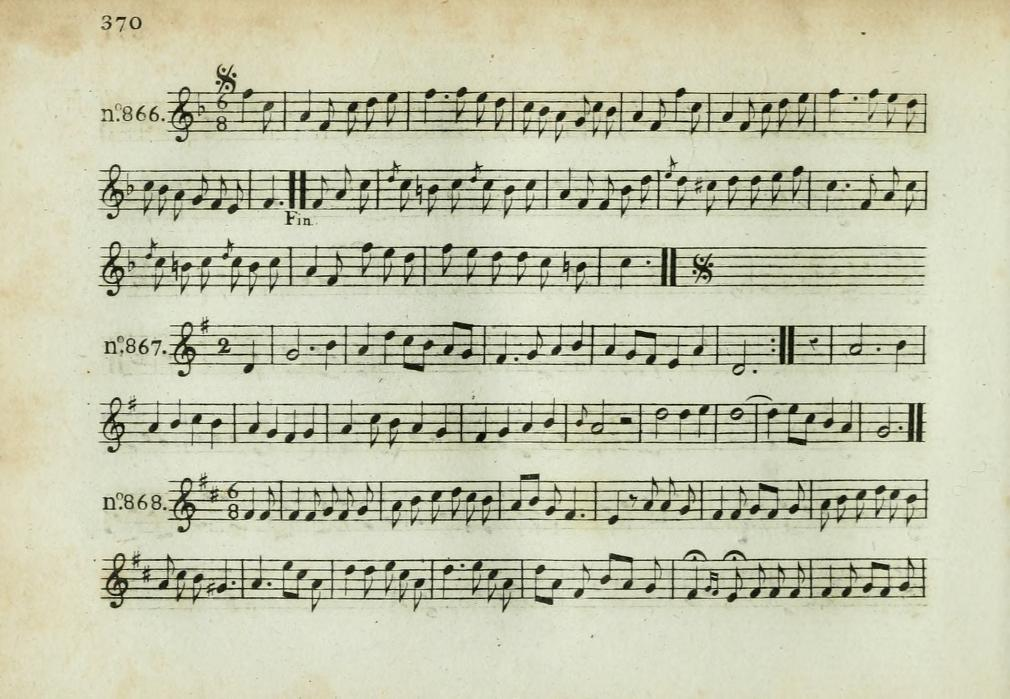
L'air de Bon voyage Monsieur Dumollet, qui sera repris comme Air du Carnaval de Dunkerque, est le n°866, page 370 du recueil de timbres La clé du Caveau édité en 1811 par Pierre Capelle.

Le 25 juillet 1809, Désaugiers, vaudevilliste et membre puis président de la Société du Caveau, lance à Paris la célèbre chanson, connue aujourd'hui sous le nom de Bon voyage Monsieur Dumollet. 
Elle apparaît à la fin de sa folie en un acte Le Départ pour Saint-Malo.
Cet air à succès est repris très vite comme timbre ou Pont-Neuf. Sur cet air on place les paroles d'autres chansons. C'est pourquoi, en 1811, cet air figure dans le célèbre recueil de timbres publié à Paris par Pierre Capelle : La clé du Caveau.
En 1816, on retrouve cet air utilisé pour une chanson parisienne intitulée : Roule ta bosse ou Conseils à un bossu, comprise dans le recueil Le Chansonnier de la Mère Radis ou les goguettes de la Villette et des Faubourgs.
Le refrain de cette chanson commence par Roul' ta bosse. La chanson inlassablement répétée et accompagnée aux fifres lors du Carnaval de Dunkerque et des carnavals des villes alentour et dite l'air du Carnaval en est manifestement l'héritier. 
Elle se chante aussi sur l'air de Bon voyage Monsieur Dumollet et ses deux couplets commencent comme le refrain de la chanson de 1810.
Le texte de l'air du Carnaval fait également référence au déguisement de bossu, en vogue à une certaine période de l'histoire du carnaval.
Au Carnaval, dans les chahuts dunkerquois, les lignes qui sont derrière sont poussées avec vigueur sur les lignes de devant, ce qui explique les paroles de la chanson. 
On entend le plus souvent aujourd'hui les carnavaleux chanter au lieu de « J'ai tapé sur sa bosse » : « J'ai marché sur sa bosse », ce qui est contraire à l'esprit même du carnaval de Dunkerque.

## Paroles
Roul' ta bosse,

Ton père est bossu !

Sans faire exprès

J'ai tapé sur sa bosse,
Roul' ta bosse,

Ton père est bossu !

Sans faire exprès

J'ai tapé sur son cul !